# MCV-80 Warrior
Le MCV-80 Warrior est un véhicule blindé chenillé britannique de combat d'infanterie (VBCI).

## Développement et production
En 1969, l’armée britannique commence à chercher un remplaçant au FV432 (en) adopté en 1962. Les spécifications s’orientent vers un véhicule beaucoup plus lourd, armé d’un canon de 30 mm et protégé par un blindage Chobham, pour un total d’environ trente tonnes. Les études sont lancées en 1972, lorsque les entreprises GKN et Vickers sont retenues pour travailler ensemble sur le projet, les Britanniques ayant l’habitude de partager les projets de développement entre plusieurs firmes. Le ministère de la défense décide toutefois de changer cette pratique en 1976 et de confier la responsabilité du programme à un seul contractuel, GKN étant retenu à l’issue de la compétition.
En juin 1980, le ministère de la défense affine ses exigences : le nouveau véhicule doit être capable de suivre le char Challenger, transporter dix hommes et leur équipement, équipage inclus, offrir une protection suffisante contre les tirs d’armes légères et les éclats d’obus et être en mesure de détruire des blindés légers et des hélicoptères. Douze prototypes sont construits dans les années suivantes, les tests finaux se déroulant à l’automne 1984 lors de manœuvres en Allemagne. Finalement le MCV-80 est accepté pour le service en novembre de la même année, puis baptisé « Warrior » en 1985.
GKN reçoit en 1985 le contrat pour la production des trois premières séries de MCV-80, pour un total de 1053 véhicules. Le travail débute en janvier 1986 à l’usine GKN de Telford et avance à un rythme rapide, la première série de 290 véhicules étant terminée en décembre de la même année. les premiers véhicules sont livrés en mai 1988 et équipent le premier bataillon des Grenadier Guards puis le premier bataillon du Staffordshire Regiment (en).

## Histoire opérationnelle
À la suite de l’invasion du Koweït par l’Irak le 2 août 1990, le Royaume-Uni annonce le 14 septembre le déploiement de la 7th Armored Brigade, comprenant le premier bataillon du Staffordshire Regiment (en), équipé du Warrior depuis 1988. Celui-ci est renforcé à partir de novembre par des éléments prélevés sur le premier bataillon des Grenadier Guards, l’autre unité à avoir le Warrior en dotation depuis suffisamment de temps pour être efficace au combat. Parallèlement, les Britanniques s’efforcent de remplacer un maximum des FV432 encore en service dans les unités amenées à combattre par des véhicules de la famille du Warrior, afin que la mobilité réduite des premiers n’handicape pas les seconds.
Durant l’offensive, qui débute le 24 février 1991 et s’achève le 28, aucun Warrior n’est détruit par les Irakiens, mais deux le sont par des A-10 Thunderbolt II américains, qui les ont confondus avec des blindés irakiens, méprise qui coûte la vie à neuf soldats britanniques. Un autre véhicule est victime d’un tir ami provenant d’un char Challenger, mais l’obus explosif ne fait aucune victime et ne cause que de légers dommages.

## Description

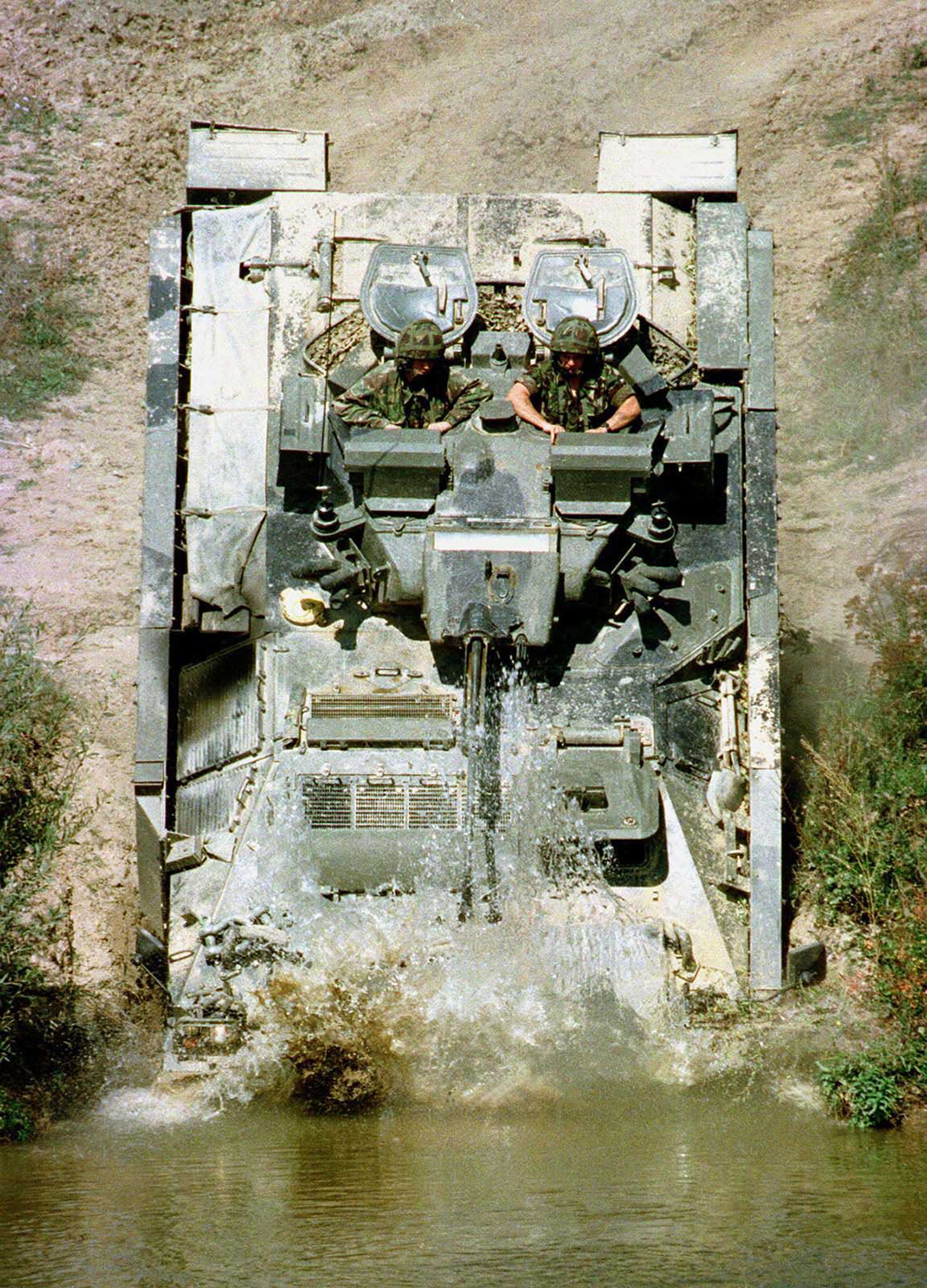
Un Warrior au Kosovo en 2000.

### Motricité
Le Warrior est équipé d'un moteur Diesel Perkins Engines Condor CV8 TCA développant 550 ch.
Il est couplé à une boîte de vitesses Allison X-300-4B, fabriquée sous licence par GKN, disposant de quatre rapports avant et deux arrière. Il s’agit d’une boîte automatique, mais le conducteur doit présélectionner au préalable la plage des vitesses qu’il souhaite utiliser. Elle permet également au véhicule de tourner sur place grâce à son double différentiel.

### Protection
Le blindage d’origine en aluminium du Warrior assure une protection dans toutes les directions contre les projectiles jusqu’au calibre de 14,5 mm, ainsi que les éclats d’obus de 155 mm.
La possibilité d’améliorer le blindage a été introduite à partir de la guerre du Golfe, en 1990, avec un kit de blindage supplémentaire prenant la forme de plaques boulonnées sur une structure attachée sur la caisse. Ce kit, qui a également été utilisé en Bosnie en 1992 n’améliore que la protection des côtés et du compartiment du conducteur.

### Armement et équipement
La tourelle est équipée d'un canon de 30 mm L21A1 RARDEN ("Royal Armament, Research and Development Establishment" et "Enfield") et d'une mitrailleuse de 7,62 mm en coaxial. Elle ne peut pas tirer efficacement en mouvement et son chargement est manuel.
Le système optronique « Thales Optronics BGTI »  a été ajouté afin d'accroître les capacités de vision et de tir de nuit. Tous les véhicules Warrior sont actuellement équipés de postes radio de type « Bowman » afin d'assurer les communications de commandement.
L'accès des passagers se fait par une unique porte à commande électrique à l'arrière de la caisse. Il n'y a pas de trappe de tir sur la caisse de l'engin, conformément à la doctrine britannique qui précise que les VBCI (véhicules blindés de combat d'infanterie) et VBTT ne servent qu'à transporter des combattants sous blindage et à leur fournir par la suite l'appui feu nécessaire à leur mission.
Une autre raison justifiant l'absence de trappes de tir est qu'il est extrêmement difficile d'effectuer des tirs précis en déplacement et que cette installation nécessiterait le déplacement des espaces de rangements situés derrière les sièges des hommes transportés.

### Équipage
Les Warrior des sections d'infanterie peuvent transporter sept combattants complètement équipés avec l'armement et les munitions, en incluant un certain nombre de munitions anti-chars. Il permet un emport de charge pour 48 h de combat en ambiance NBC. La protection contre les munitions de petit calibre et les éclats du champ de bataille a été prouvée de nombreuses fois, notamment lors des opérations des Nations unies en Bosnie-Herzégovine. Néanmoins, un blindage additionnel peut aussi être rajouté, le cas échéant.

## Pays utilisateurs
- Royaume-Uni British Army : 789 engins réceptionnés entre 1987 et 1995 ;
- Koweït : 254 de la version désert.

## Versions
- FV510 véhicule d'infanterie

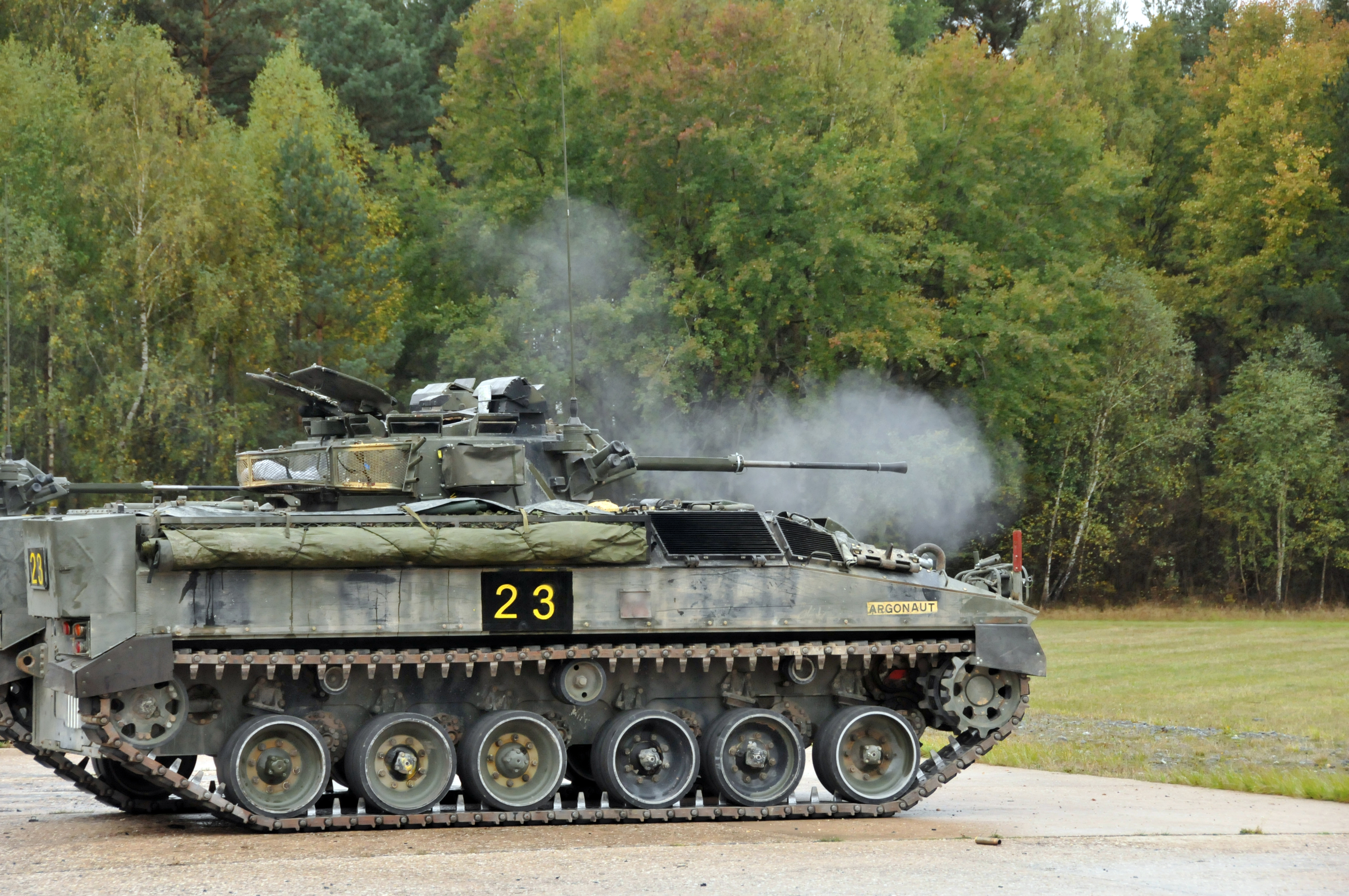
Un FV510 Warrior du 3e bataillon du The Mercian Regiment en 2012.

Équipé d'une tourelle de deux hommes avec un canon L21A1 de 30 mm RARDEN et d'une mitrailleuse coaxiale L94A1 EX-34 de 7,62 mm Hughes Helicopter. Le canon permet de détruire la plupart des véhicules de transport de troupes modernes à une distance de 1 500 m.
L'engin est protégé contre les agressions NBC, équipé de systèmes de vision passifs (actifs sur les véhicules les plus récents) ainsi que de lance-grenades défensifs (souvent utilisés avec des grenades fumigènes de type VIRSS Visual and Infrared Screening Smoke)
- Version anti-chars MILAN

Équipée de lance-missiles Milan
- FV511 véhicule de commandement d'infanterie
- FV512 véhicule de réparation au combat

Armé par des équipages de la maintenance, il est équipé d'un bras élévateur de 6,5 T pouvant soulever 2 ensembles moteurs de Warrior ou un ensemble moteur de Challenger.
- FV513 véhicule de dépannage

Il est équipé d'un treuil de 20 T et d'une grue de 6,5 T ainsi que de l'outillage nécessaire aux réparations. Il peut tracter une remorque transportant 2 moteurs de Warrior ou 1 moteur de Challenger.
- FV 514 véhicule d'observation d'artillerie

En dotation dans les unités d'artillerie, il équipe les unités d'observation (Observation Post Vehicle ou OPV). Il est doté d'un mât avec un radar de surveillance et d'acquisition de cible (Man-packable Surveillance and Target Acquisition Radar ou MSTAR) ainsi que d'un système de positionnement et de détermination d'azimut (Position and Azimuth Determining System ou PADS). Il dispose aussi de systèmes d'intensification de lumière et de vision infrarouge.
Il est uniquement armé d'une mitrailleuse de 7,62 mm alors que le canon de 30 mm est factice. Cela permet d'avoir la place nécessaire pour les équipements de surveillance et de localisation, tout en conservant une apparence identique à celle du Warrior infanterie.
- FV 515 véhicule de commandement de batterie de tir

Équipe les unités d'artillerie.
- Véhicule de reconnaissance

Il est équipé d'une protection additionnelle contre les attaques conventionnelles et chimiques. Des plaques de blindage supplémentaires recouvrent l'avant, les côtés et les suspensions de l'engin. La version « reconnaissance » est armée par 3 combattants (conducteur, chef d'engin et tireur) et peut transporter du matériel d'observation supplémentaire.
- Version désert

Le véhicule est adapté pour évoluer en conditions désertiques. Il est aussi équipé de la même tourelle que le LAV 25
En 1993, le Koweït a passé commande de 254 unités de Warrior version désertique, équipées de tourelles Delco, de canons stabilisés M242 de 25 mm avec mitrailleuse coaxiale de 7,62 mm et 2 lance-missiles TOW Hugues (un de chaque côté).
- Warrior 2000

C'est une nouvelle version, développée pour l'armée suisse. Elle n'est jamais entrée en production. Elle présentait les caractéristiques suivantes :
- - tourelle en aluminium soudé
  - blindage augmenté
  - système de contrôle de tir numérique
  - moteur plus puissant
  - tourelle Delco ou Land Systems Hagglunds E30 avec un canon ATK Bushmaster II Mk 44 de 30 mm

## Programme de revalorisation abandonné

### Objectifs
L'un des volets du programme de « modification de moitié de vie » (2006-2012) est la revalorisation des Warrior de l'armée britannique afin de prolonger leur durée d'emploi jusqu'en 2040. Ce programme comprend :
- augmentation des capacités de vision nocturne ;
- ajout d'un système de communication Bowman ;
- changement de la tourelle avec un canon de 40 mm 40 CTAS;
- équipement d'une conduite de tir électronique ;
- augmentation de la puissance du moteur.

### Développement
Une tourelle de démonstration a été développée par CTA International, une coentreprise formée par BAe Systems et GIAT Industrie. Un contrat a été remporté par le consortium en juin 2004 pour la fourniture d'un engin en décembre 2006 dans le cadre du « programme d'intégration de la tourelle habitée de l'armée britannique » (British Army's Manned Turret Integration Programme ou MTIP)
Le ministère de la défense britannique a lancé un appel d'offres pour équiper 350 véhicules de cette nouvelle tourelle en 2007.
En 2019, l'armée britannique ayant diminué en volume et les budgets se resserrant, ce chiffre est maintenant ramené à environ 265 et pourrait même être inférieur.

### Commandes
À l'occasion de la RUSI Land Warfare Conference, le secrétaire de la Défense du Royaume-Uni a annoncé le 1er juillet 2015 la signature par le ministère de la Défense d'un contrat de 150 millions de livres sterling. La commande porte sur 512 canons destinés à équiper les véhicules de combat Warrior et Scout.
En 2019, les essais de fiabilité ont commencé.

### Abandon et remplacement
Cependant, le WCSP rencontre des défis majeurs, notamment des contraintes budgétaires et des retards prolongés. Lancé dans la phase de démonstration jusqu'en mars 2020, le programme accumule des dépenses de plus de 430 millions de livres sterling sans parvenir à fixer une date de mise en service définitive.
En mars 2021, le ministère britannique de la Défense annonce l'annulation du WCSP, optant de remplacer les véhicules Warrior par les véhicules de combat blindés Boxer.
Le début du retrait est prévu, en date de mi-mai 2024, malgré l'aggravation des tensions internationales à la suite de l'invasion de l'Ukraine par la Russie pour 2025.[réf. souhaitée] Le Ministre des Marchés publics de la défense James Cartlidge déclarant que 80 plateformes attendent d'être mises hors service, et neuf autres sont attendues pour une décision d'élimination au cours de l'exercice 2024-2025.

### Données techniques
| Motorisation                   | Puissance | Carburant | Transmission     | Vitesse maximum sur route | Autonomie | Pression au sol | Profondeur de franchissement |
| ------------------------------ | --------- | --------- | ---------------- | ------------------------- | --------- | --------------- | ---------------------------- |
| Perkins Engines Condor CV8 TCA | 550 hp    |           | Allison X-300-4B | 75 km/h                   |           |                 | 1,3 m (sans préparation)     |